# 罗永浩
罗永浩（中国朝鲜语：／*/?，1972年7月9日—），朝鲜族人，中国大陆科技企业家、英语教师。出生於吉林省延邊朝鲜族自治州，是牛博網創始人、老羅英語培訓創辦人以及锤子科技创始人，著有自传《我的奋斗》、《生命不息，折腾不止》、《创业在路上》。

## 家庭背景
他有一个姐姐和一个哥哥，父亲罗昌珍曾任和龍縣縣委書記，延边州副州长，副书记，政协副主席。

## 生平

### 求學時期
羅永浩1972年出生於吉林省和龙县。最初就讀於和龍縣勝利小學，1984年全家搬至延吉市，轉進延吉市北山小學就讀。初中就讀於延吉市第六中學。高中二年級上學期從延邊二中退學。

### 輟學後
羅輟學後曾做過諸如培訓、賣二手書、倒賣走私車之類的生意，也曾出国去韩国打工挣钱。後因經濟壓力，決定去英語培訓機構當講師，並苦學英語。

### 北京新东方学校英語講師
2001年正式當上北京教育培訓機構新东方学校的英語講師。
从2001年到2006年，罗永浩在新东方讲授GRE句子填空。由于他在新东方的授课风格幽默生动，并常有富于启迪的“题外话”，一些学生偷录了他的讲课内容，将其中部分“题外话”上传到互联网，并在年轻人中广为流传，戏称为“老罗语录”。羅因此成為網路名人；並於2005年和2006年，連續兩年登上百度年度搜索風雲榜。
2006年6月，羅永浩從新東方辭職。

### 创办博客网站牛博网
2006年7月31日，其发起创办的博客网站牛博网。与其它流行博客提供商不同，虽然牛博网也是免费注册并提供空间，但申请开通博客主要通过自我推荐的方式递交给管理员，通过审查后方可开通。后来受到大批中国自由派人欢迎。
2006年罗永浩开设博客，并开始接受一些访谈。这些录音或文字内容以鼓励青年独立思考、勉励青年坚持做人原则为主旨，其中的一些片段讽刺或批评社会的不合理现象和民众的不良现状，由此引起网友的共鸣，其录音迅速在网络传播，形成当年中国互联网一大热点。
牛博在2009年被中国大陆关闭服务器后，产生两个版本：服务器分别位于美国的“牛博国际”和服务器位于中国大陆的无政治内容的“嫣牛博”（谐音“阉牛博”）。兩站已於2013年7月3日關閉。
2009年8月30日，罗永浩在搜狐访谈中否认自己有任何传销经历。

### 募款赈灾
2008年5月汶川大地震后，牛博网在短期内募集到上百万赈灾资金。罗永浩亲自带队前往灾区赈灾。

### 自创老罗和他的朋友们英语培训学校
2008年7月，老罗和他的朋友们英语培训学校在北京开始营业。2015年1月，老罗英语培训学校转手给一家主营北美留学课程的教育机构。

### 西门子冰箱维权
自2011年9月开始，罗永浩连续发布微博曝光他先后购买的三台西门子冰箱“门关不严”问题。针对投诉，西门子家电官方微博曾在2011年10月表示歉意，承诺免费上门维修，但始终否认冰箱存在质量问题，被罗永浩认为“回避问题”。11月20日，罗永浩带着三台问题冰箱来到西门子北京总部当场砸烂“理性维权”，被砸的冰箱分别属于音乐人左小祖咒、作家冯唐和罗永浩本人。他表示，如果西门子没有给出明确答复，会把受害者聚集在798艺术区共同砸自家冰箱。
12月4日，西门子中国官方发布一封西门子家用电器中国总裁盖尔克的信，再次就冰箱质量问题发声，承认冰箱质量确实存在问题，宣布解决消费者问题的三大措施，然而罗永浩认为西门子仍未正面面对问题，诚意不足，对此不买账。《法兰克福汇报》称其行为为排外民族主义。
12月20日下午，罗永浩在北京海淀剧场举办西门子冰箱门事件沟通会，向媒体及网友观众表达看法，他在现场第二次也是最后一次砸冰箱。他正式向西门子提出三个诉求，用客户留下的资料群发邮件和手机短信通知冰箱门关不紧的问题、所有西门子和博世品牌家电产品包装内夹一页通知、西门子家电的官方主页挂一年公告。他公布了未来的行动计划，包括“摩拳擦掌迎接3·15”、拍摄西门子冰箱纪录片、筹钱打广告向公众公布西门子冰箱门关不严的问题。

### 創立錘子科技

#### 發佈 Smartisan T1
- 2012年4月8日下午16点28分，罗永浩在新浪发布微博，称“下周就要注册一个新公司开始做手机了”。
- 2012年6月10日，罗永浩在“一个理想主义者的创业故事III”的北展演讲中提及，自己的第一款ROM会在2012年12月份面市，第一款适用的手机是三星的9100。在推出适用于5-6款其它型号手机的ROM后，团队会考虑尽快开始做自己的手机[12]。
- 2012年11月14日，罗永浩在新浪微博宣布手机ROM跳票，可能的发布日期为2013年春季。
- 2013年2月21日，罗永浩在新浪微博宣布锤子科技智能手机操作系统「Smartisan OS」（基于安卓的深度定制系统）发布会将于3月27日19点30分在国家会议中心举行。
- 2013年3月27日，罗永浩主持演讲 Smartisan OS 发布会，Smartisan OS 正式公布，各界反应不一。为避免不利的联想，锤子手机产品仅正式采用外语名称Smartisan。
- 2014年5月20日，罗永浩主持演讲锤子科技产品发布会，正式发布其智能手机 Smartisan T1。
- 2014年8月27日，針對測評機構 ZEALER 發佈的 Smartisan T1 測評視頻，羅永浩與其創始人王自如在優酷展開了長達三小時的直播辯論，在網絡上引起了巨大關注。

#### 发售坚果手机
2015年8月25日，锤子科技创始人罗永浩在上海举办的“锤子科技2015夏季新品发布会”上正式发布了坚果手机。发布会上，罗永浩先生还透露了锤子科技最新的融资消息，刚以20多亿元的估值，又融了5亿元现金。罗永浩又说了将把自己的版税收入捐给 OpenSSL，捐助人将写“锤子科技和它的朋友们”。在发布会即将结束的时候，罗永浩又谦虚地讲到还有一些话要说，想对同事说，“在过去的三年多里你们做的很好，我做的不好，接下来马上就会好起来了”。又说“欠支持者们一个成功。锤子手机T2将在2015年12月发布。”

#### 發佈 Smartisan T2
2015年12月29日晚19:30，锤子科技在北京举行发布会，发布会上罗永浩发布了锤子科技的新一代旗舰智能手机 Smartisan T2。发布会上一并演示了新版本 Smartisan OS 的一些新功能。

#### Smartisan 公益基金
由于这次在上海的坚果手机发布会，场地比2014年在北京发售 Smartisan T1 时更大，罗永浩又说关于门票收入，将成立 Smartisan 公益基金。
发布锤子M1&M1L智能手机
2016年10月16日罗永浩发布了M1&M1L智能手机，两款手机均搭配了骁龙821处理器，采用LPDDR4内存，支持24W高通QC3.0版快充，其中M1L电池容量为4080mAh，锤子M1采用来自JDI提供的5.15英寸1080P分辨率，M1L为5.7英寸2K分辨率显示屏，提供商为夏普。前置摄像头为400万像素，后置摄像头为索尼2300万像素IMX318传感器，音频方面M1L支持Cirrus Logic定制DAC，两款手机支持德仪OPA1622运放，针对主流品牌耳机音质进行针对性优化。
发布坚果Pro智能手机
2017年5月9日，罗永浩发布了坚果Pro智能手机。
发布坚果TNT工作站
2018年5月15日晚，罗永浩在北京市标志性建筑物之一的鸟巢发布了坚果TNT工作站，随即引发网友热议，经典语录“理解万岁”。
发布坚果Pro2S智能手机
2018年8月20日晚7点51分，罗永浩在北京凯迪拉克中心的锤子科技夏季新品发布会上，发布坚果Pro 2S手机。

#### 运营不善
2018年底，锤子科技陷入危机，資金鏈斷裂，大量员工和高管离开锤子科技，锤子科技的新手机研发停滞。罗永浩又将先前发布的社交软件子弹短信改名为聊天宝来救急，但不久又宣佈解散。
2019年，錘子科技將堅果手機出售給字節跳動。其后罗永浩因未履行生效法律文书确定的给付义务，被丹阳市人民法院列为失信被执行人。

### 直播卖货
企业破产后，罗永浩妻子曾劝他一起前往美国并宣称“下周回国”，但罗永浩还是决定留下来努力赚钱还债。为还清巨额债务，罗永浩先是参与创办小野电子烟，随后又加盟了生物技术公司Sharklet，有时也代言游戏、参加综艺节目等。不过用来还清欠款的主要收入还是来自后来的带货直播。
2020年3月26日，罗永浩宣布抖音成为其独家直播带货平台，并于4月1日开启首场直播。同年9月，其在《脱口秀大会》节目中表示自己6亿债务中已经还清4亿，人民法院报发微博表示罗此前因欠江苏辰阳电子有限公司370万元被法院列入限制高消费人员名单一案，现经与丹阳法院核实，此案达成执行和解，并在2021年6月份全部履行完毕。
2020年9月7日，罗永浩被限制消费。11月6日，尚纬股份有限公司审议通过收购罗永浩签约的直播电商业务运营主体成都星空野望科技有限公司40.27%股权的提案，同年12月3日，受国家市场监管总局，国家广播电视总局，国家网络信息办公室等陆续出台对直播营销行业做出规范的影响，尚纬股份发出了终止收购的公告。

### 後續
2021年4月29日，罗永浩代言美团，頭銜為「美团省钱顾问」。
2022年1月20日，罗永浩在微博宣布预计在2022年春回归科技界，并可能研发“新一代”平台。
2022年3月21日，中国企业家网发布了一篇《罗永浩“真还传”大结局》的报道，后来有多家媒体在微博上宣称“罗永浩最早将在下个月彻底还完债务，并且会回归科技圈，进军方向与VR相关”，同一天罗永浩辟谣相关内容，并发布了一条微博声明。
2022年6月12日，羅永浩昨在微博上發文稱，13日起將退出微博和所有的社交平台，埋頭創業。
2022年10月19日，宣布入駐淘寶直播，並將於天貓「雙11」首播。

## 人物评价
新东方创始人俞敏洪评价罗永浩：
罗永浩仍然是一个非常优秀的老师，他是一个在新东方为数不多的有一点思想意识的人。
罗振宇在节目《长谈》中评价罗永浩：
在这个创业时代，罗永浩是一个非常难得的样本，因为他的身上集中了太多的极端——关于他的创业，有人极端看好，但也伴随着极端的质疑；他的性格有一些极端，进入的又是一个极端竞争的行当。而大家看到的都是他在舞台上在讲PPT一两句话，抽象成一些符号进行传播。所以，需要提供更多的维度来观察。
中国大陆主持人陈鲁豫在采访罗永浩后评价：
 我和罗永浩永远成不了朋友，我对这种人，我一边会敬而远之，同时又会很羡慕他们不惧怕冲突并且直言敢说。

## 爭議事件
- 从2011年底开始，罗永浩与自由职业者方舟子在网络上发生了旷日持久的争执。
- 羅永浩曾經在其新浪微博上发表的博文中多次使用“支那”一词，引发了部分网友的不满和抗议[40]。
- 2018年锤子科技5.15鸟巢发布会前夕，有網友提及罗永浩親日微博言論，羅永浩表示自己「不是一个爱国主义者，是一个国际主义者。我不是精日。虽然我觉得即便是也没什么。自己是一个中国人，不为此自豪，也不为此自卑，只是凑巧是一个中国人。」[41]，这一回应又遭到北京日报等党媒的批評[42]。